# Samuel Simon Witte
Samuel Simon Witte, auch Simon Samuel Witte (* 18. Dezember 1738 in Röbel; † 14. November 1802 in Rostock) war ein Theologe und Philosoph.

## Leben
Samuel Simon Witte wurde in Röbel geboren als Sohn des Kaufmanns und Senators Johann Joachim Witte (1694–1769) und dessen Frau Anna Christine, geb. Güsserow (um 1702–1767). 1756 nahm Witte ein Studium der Theologie in Rostock auf, wechselte aber anscheinend mit seinem Gang nach Bützow 1761 ins philosophische Fach und wurde dort schließlich im April 1762 zum Magister promoviert. Ab 1766 war er ordentlicher Professor des Natur- und Völkerrechts an der neu gegründeten Friedrichs-Universität Bützow. Zwischen 1770 und 1786 wurde er fünfmal zu deren Rektor gewählt. 1772 übte Witte daneben das Amt eines Herzoglich mecklenburg-schwerinschen Fiskaladministrators zu Bützow aus. 1782 empfing er vom Landesherrn den Charakter eines Hofrats. Nach Auflösung der Bützower und Wiedervereinigung mit der Rostocker Universität wechselte Witte 1789 als Professor nach Rostock.
Innerhalb der Familie wurde er als Professor der „Beredsamkeit und Aesthetik“ bezeichnet. Er war der Schwager des Malchiner Ratsapothekers und Botanikers Joachim Christian Timm.

## Pyramiden-Streit
Bekannt wurde Samuel Simon Witte mit seiner Theorie, dass die ägyptischen Pyramiden nicht von Menschenhand geschaffen wurden. In seinem großen Werk: „Über den Ursprung der Pyramiden in Egypten und der Ruinen von Persepolis“ (1789) versuchte er, die Entstehung der Pyramiden als Überbleibsel einer gewaltigen vulkanischen Eruption darzustellen. Seiner Theorie zufolge seien die Pyramiden quasi eine Umkehrung des Erdbodens aus Basalt. Dieser Erklärungsversuch brachte sogar Alexander von Humboldt und Carsten Niebuhr auf den Plan, die Gegenschriften verfassten. Diese wiederum veranlassten den Verfasser nochmal mit einer „Vertheidigung“ ans Licht der Öffentlichkeit zu treten.
Über Wittes gewagte These entspann sich ein wissenschaftlicher Streit, der erst 1805 endgültig beigelegt wurde, als der französische Artilleriegeneral J. Grober beim Besteigen der Cheopspyramide versteinerte Seekrebse in, und Mörtel zwischen den Steinen entdeckte.

## Schriften (Auswahl)
- Allgemeine academische Encyclopädie und Methodologie. Göttingen 1793.